# Andreas Huber (hockeista su ghiaccio)
Andreas Huber (Merano, 18 settembre 1977) è un ex hockeista su ghiaccio e hockeista in-line italiano.

## Biografia
Huber ha giocato pressoché per tutta la sua carriera con la maglia dell'Hockey Club Merano, squadra della sua città, di cui è stato anche capitano. Fanno eccezione la stagione 1998-1999, giocata in seconda serie con la maglia dell'Hockey Club Laces Val Venosta, e l'ultima parte della stagione 2007-2008, giocata al Bolzano, che vinse quello scudetto.
Oltre all'attività sul ghiaccio, Huber praticò anche lhockey in-line, e fece parte della squadra azzurra che conquistò il bronzo mondiale nel 2004.

## Palmarès
- Campionato italiano: 1

HC Bolzano: 2007-2008